# 대전 서울지역 보안동호회
FSU(ForSuperUser)는 1999년 창설된 대한민국의 해커그룹이다. 현재 대한민국의 보안 전문가들 중에는 FSU 출신이 많다.
홈페이지에서는 보안 프로젝트를 운영하고 있으며 해킹 및 보안관련 지식을 공유하고 있다.

## 수상 및 관련 실적
- 영진출판사에서 해킹과 보안 내가최고 발간[1]
- 우수리눅스S/W대상..IBCS - 한국경제 기사[2]
- ISEC 2010 60개업체 참가 3,500여명 참관! 국내 최대 컨퍼런스 - 보안뉴스 기사[3]
- 제4회 사이버공격 시나리오 공모전, 황지상 외 4명 최우수상! - 보안뉴스 기사[4]
- 2015 산업보안 논문경진대회 시상식 개최...수상작 27편 선정 - 보안뉴스 기사[5]
- 사이버보안 영재 발굴·육성하는 ‘2015 화이트햇 콘테스트’ - 보안뉴스 기사[6]

## 역사

### 1999년
1. FSU.HACKERSLAB.ORG 결성

### 2000년
1. IRC.HACKERSLAB.ORG 그룹방 개설(보안관련 토론)
2. 해킹과 보안 내가최고 서적 발간
3. 리눅스 우수S/W 공모전 참가 은상수상
4. 제1회 FSU워크샵 개최

### 2010년
1. ISEC 컨퍼런스 참여 장려상 수상(속지말자 메핑, 다시보자 메핑)

### 2012년
1. 사이버공격 시나리오 공모전 참여(디지털 사이니지와 키오스크, CCTV취약점 악용한 신규 공격기법과 대응방안)

### 2015년
1. 산업보안 논문 경진대회 참여(FSU 시큐리티, 취약한 정보유출차단시스템을 이용한 내부정보 유출기법과 대응방안에 관한 연구)
2. 화이트햇 정책기술공모전 참여(F.S.U 팀, 공모전 기술 부문)

## 같이 보기
- 대학정보보호동아리연합회
- 파도콘
- 해커스랩
- 널루트